# Maruhubi-Palast

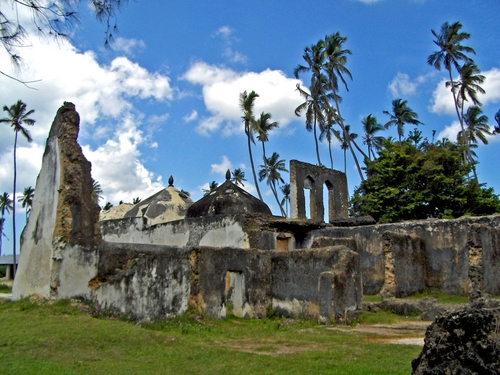
Der Maruhubi-Palast liegt an der Küste bei Sansibar

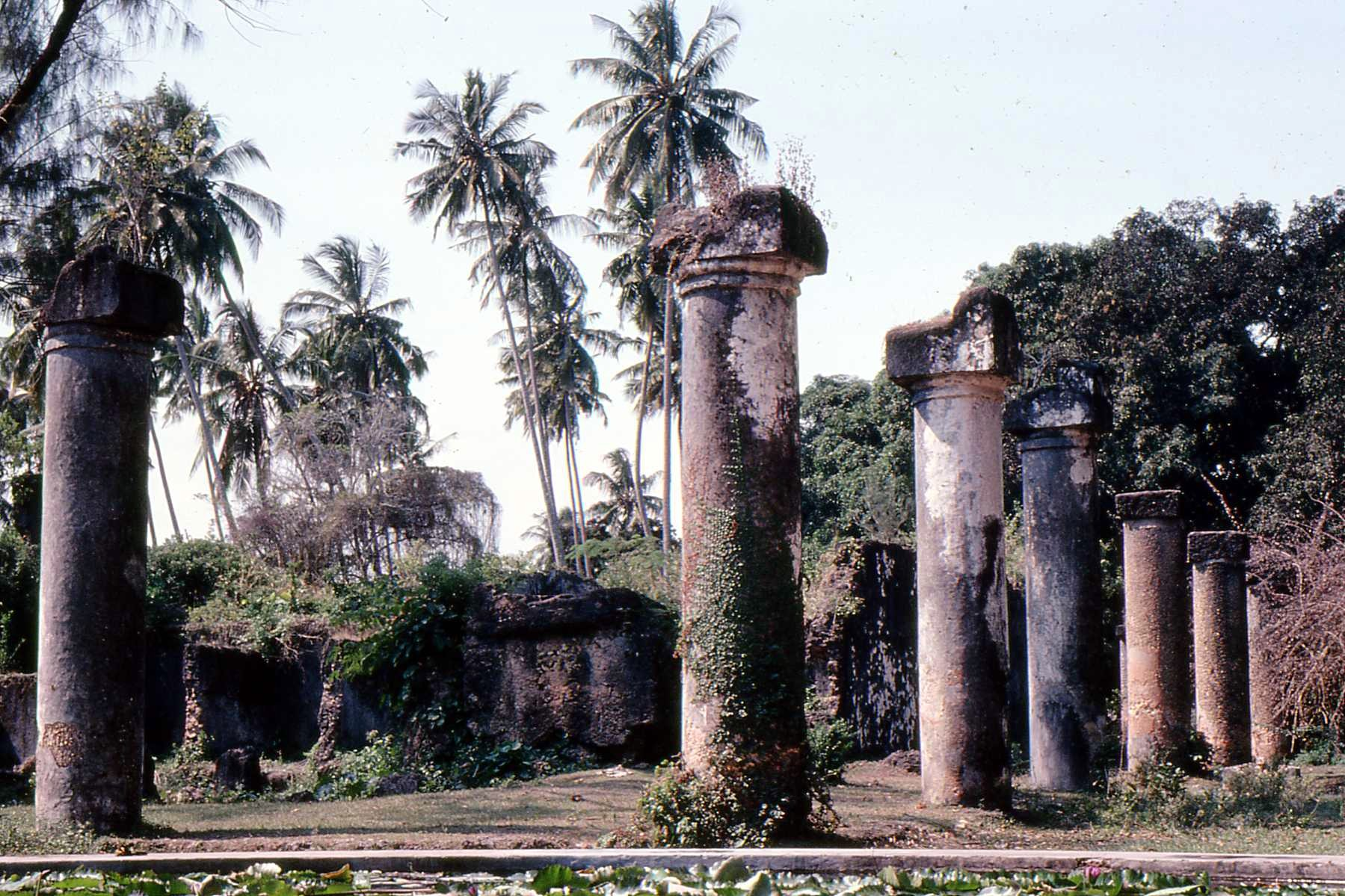
Diese Säulen stützten Balkone im ersten Stock

Der Maruhubi-Palast (Maruhubi Palace Ruins) liegt an der Küste Sansibars, 4 km nördlich der weltberühmten Altstadt Stone Town, einem Teil der Hauptstadt Sansibar. Die Ruine erreicht man von Sansibar aus, über die Straße nach Bububu.
Das Gebäude wurde nach seinem Erbauer benannt, der dem Stamm der Al-Marhuby angehörte.
Der ehemalige Palast wurde von 1880 bis 1882 für Barghasch ibn Said errichtet, der von 1870 bis 1888 der Sultan von Sansibar war. Er nutzte das küstennah gelegenen Anwesen als Residenz für seine Frau, und zur Unterbringung seines umfangreichen Harems. Für die Gestaltung des Gartens, wurden eigens Magobäume aus Indien, sowie zahlreiche weitere Pflanzen importiert, die sich teilweise noch immer auf dem Grundstück befinden.
Bei einem Feuer brannte der Palast 1899 fast vollständig aus. Bis zu diesem Zeitpunkt lebten die Frau des Sultans und bis zu 100 Harmesdamen in diesem Palast, während er seine Hauptresidenz sich in Sansibar befand. Neben den Grundmauern und meterhohen Steinsäulen, die den Holzbalkon stützten, der rund um den ersten Stock verlief.
In dem erhaltenen Badehaus, welches in persischem Stil erbaut wurde, kann man bis heute das große Bad des Sultans und die separaten Bäder der Frauen besichtigen.
Auf dem ehemaligen Palastgelände, wachsen nicht nur zahlreiche Bäume, es gibt auch Freiflächen, auf denen Besucher picknicken können. Das ursprüngliche Wasserreservoir ist mittlerweile mit Seerosen bewachsen. Im Eintrittsgeld ist eine Führung enthalten.

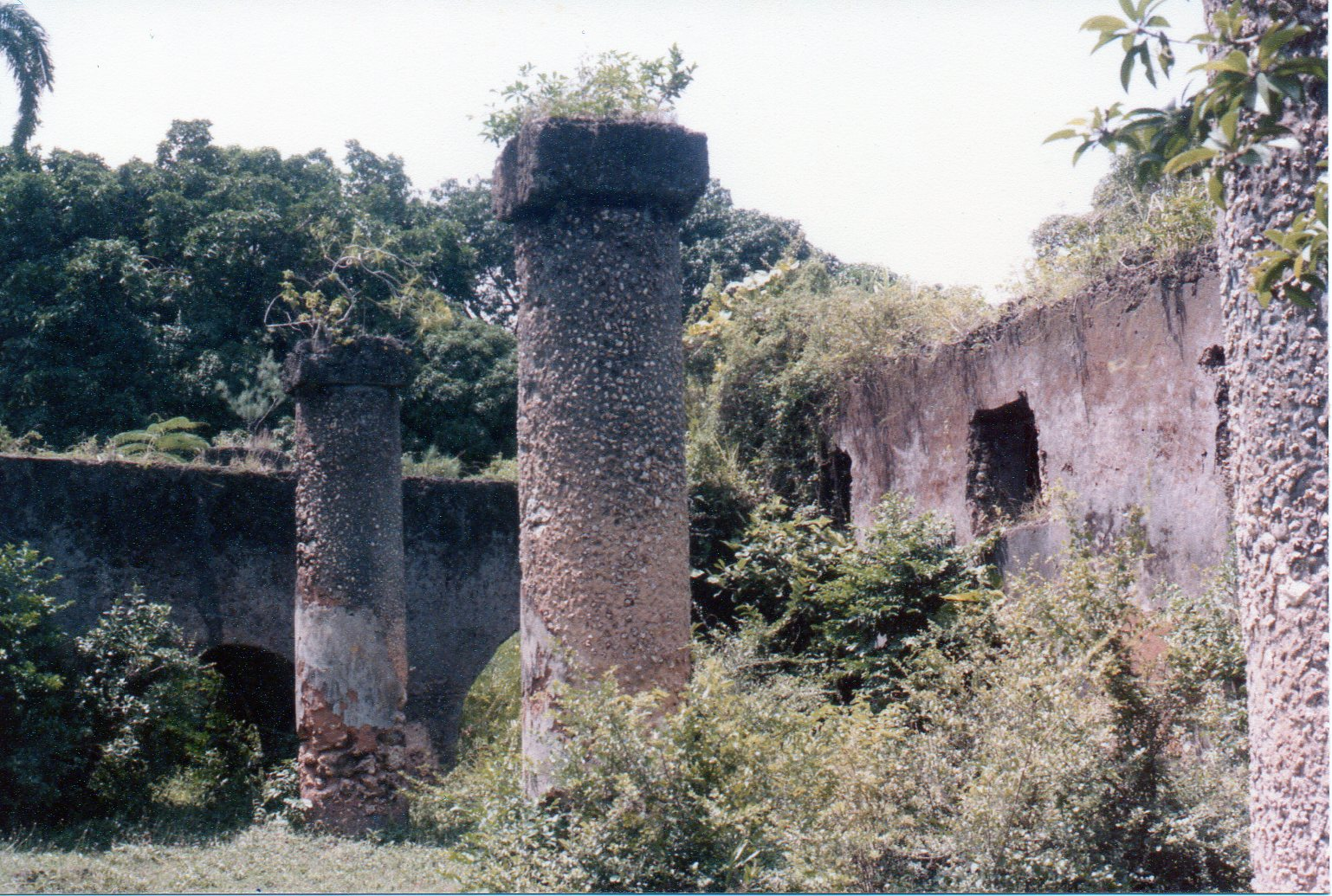
Überreste des Marhubi Palasts
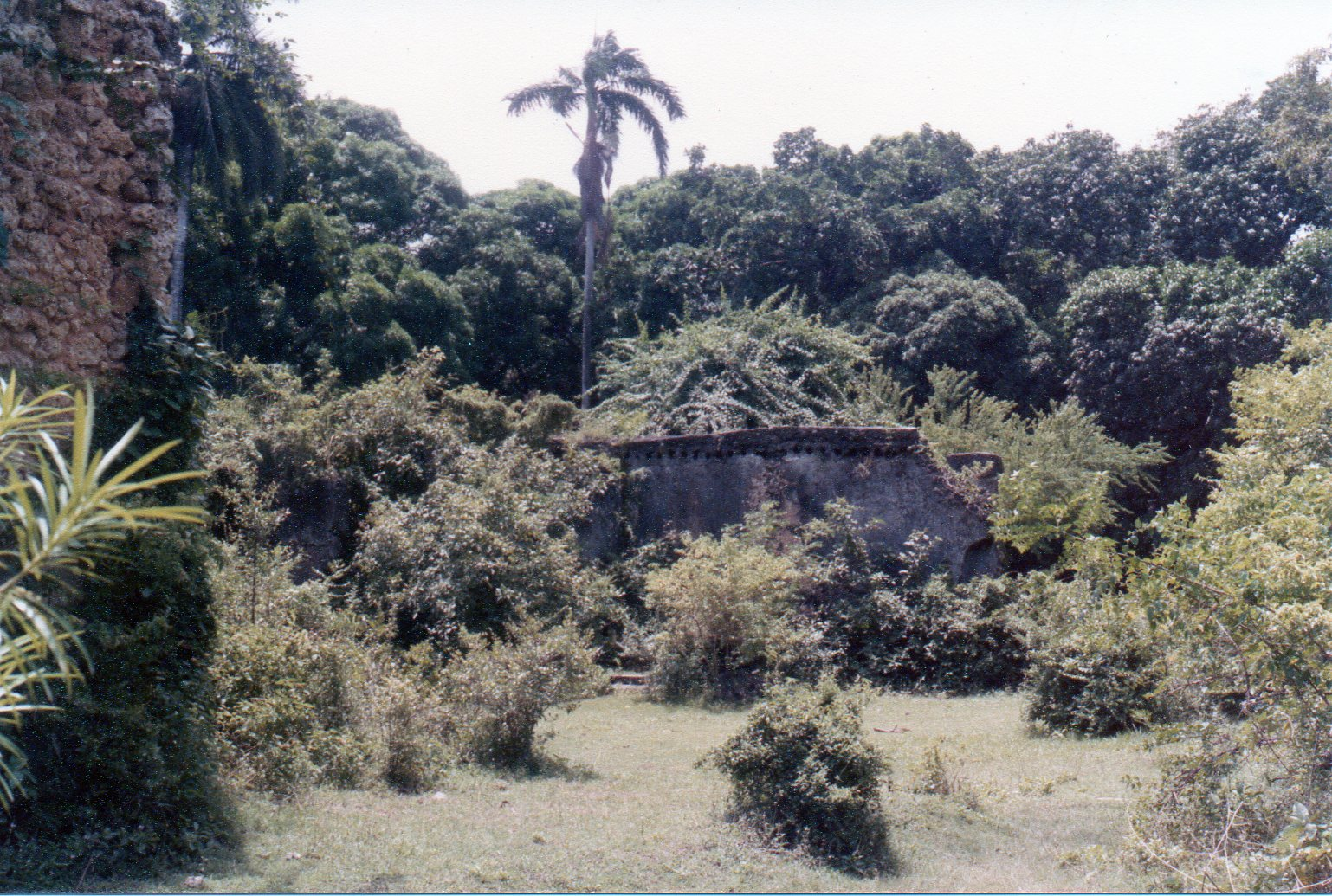
Überwucherte Ruinen des Marhubi Palasts
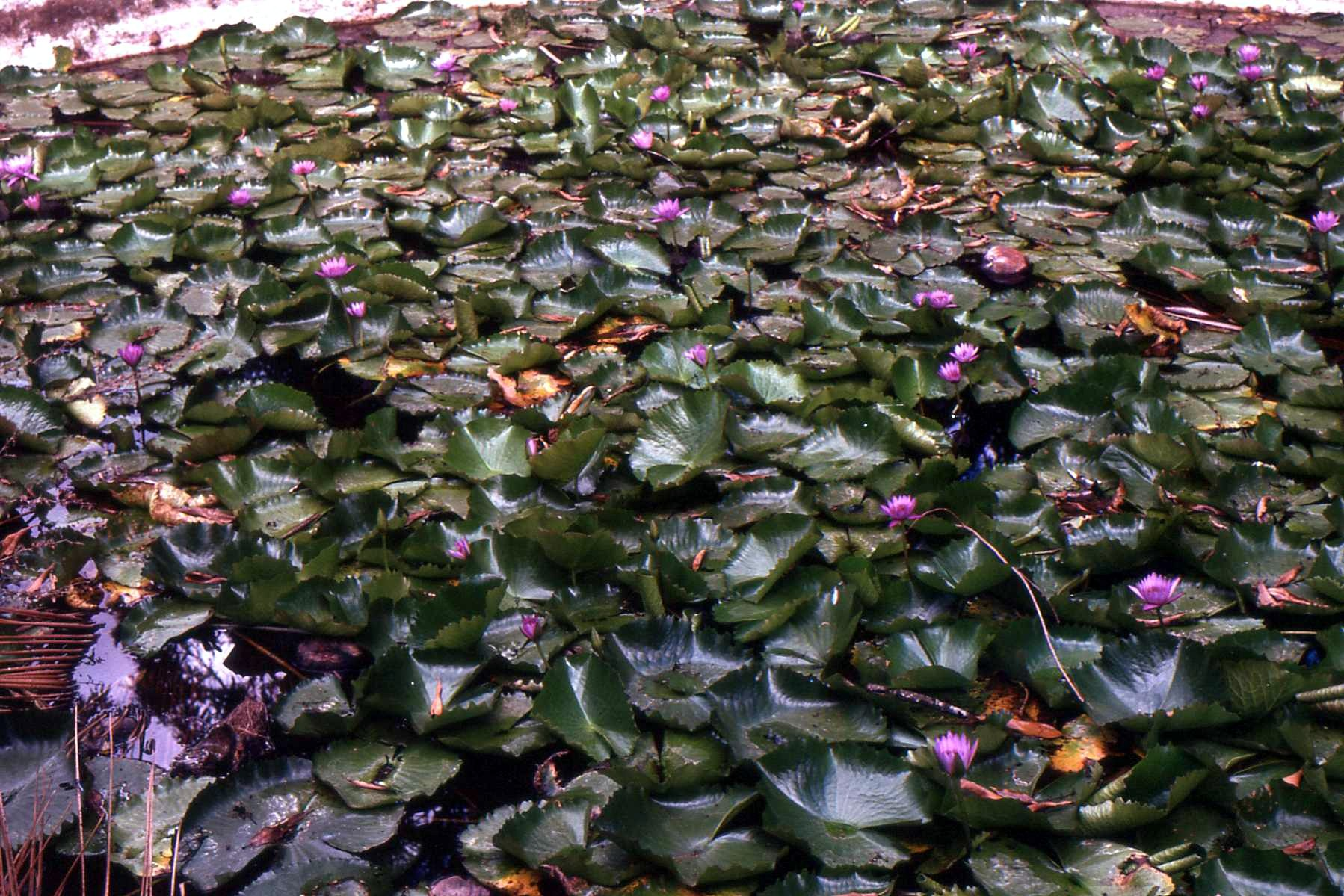
Seerosen im ehemaligen Wasserreservoir
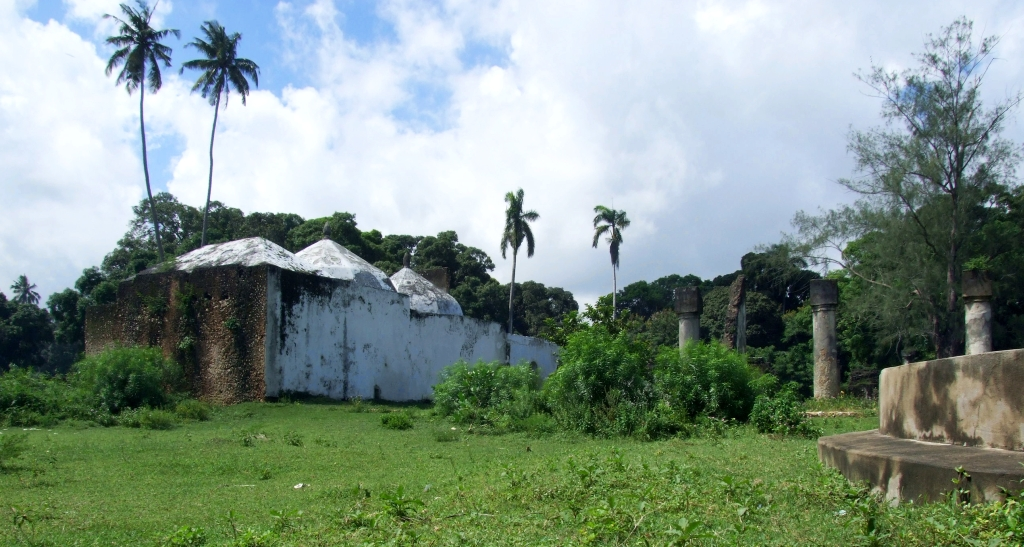
Die ehemaligen Badehäuser

Koordinaten: 6° 8′ 41″ S, 39° 12′ 33″ O